# Orthosia latirena
Orthosia latirena là một loài bướm đêm trong họ Noctuidae.